# Nieuw-Roden
Nieuw-Roden (Drents: Nei-Roon of Nij-Roon) is een dorp in de gemeente Noordenveld, in de Nederlandse provincie Drenthe. Het dorp had in 2023 1.320 inwoners.
Het dorp ligt ten westen van Roden, dat door nieuwbouwwijken volledig tegen Nieuw-Roden is aangegroeid. Nieuw-Roden was oorspronkelijk een uitbreidingsplan van Roden, waar in 1937 de eerste bewoners vestigden. De grens tussen de dorpen lag toen der tijd bij de Woldzoom. Door de nieuwbouwwijken verdwenen de tussenliggende weilanden en werd de woonplaats Roden uitgebreid. In het oorspronkelijke dorp hebben de adressen nog de plaatsnaam Nieuw-Roden, in de nieuwbouwwijken hebben de adressen de plaatsnaam Roden.

## Geschiedenis
Het dorp is in de twintigste eeuw ontstaan nadat er een school was geplaatst op de heidegronden waar enkele plaggenhutten stonden. Het leven was ook in de begintijd nog zwaar. Een belangrijke inkomst was het bezembinden, meestal gedaan door de vrouwen van het gezin. Uiteindelijk groeide en bloeide het dorp, met de komst van huizen, een kerk, een café en een eigen dorpshuis.

## Voorzieningen
In het dorp is de voormalige Nederlands Hervormde kerk nog goed zichtbaar. De kerk is privébezit en heeft een aantal jaren een zangkoor geherbergd. Nu heeft het een woonfunctie en is er een kinderdagverblijf in gevestigd. Achter de kerk is nog een pleintje met een waterput aanwezig. Verder heeft het dorp een openbare basisschool, enkele sportvelden, een supermarkt, een klein winkelcentrum en een in 1999 geopend klein museum met eigentijdse kunst. Enkele sportverenigingen komen uit het dorp, waaronder voetbalclub VV Nieuw Roden.

## Geboren
- Jelte Amsing (1940-2014), voetballer
- Tanja Haseloop-Amsing (11 november 1966), burgemeester van Oldebroek